# Ornella Vanoni
Ornella Vanoni (Milão, 22 de setembro de 1934) é uma cantora italiana, uma das mais importantes intérpretes da musica leggera, com uma carreira bastante longa, durante a qual conseguiu se estabelecer em diversos gêneros, do jazz à bossa nova.
Durante sua longa carreira, teve oito participaçoes no Festival de San Remo , alcançando o 2º lugar em 1968 ( Casa Bianca ) e terminando em 4º lugar três vezes, em 1967 ( La musica è finita ), em 1970 ( Eternità ) e em 1999 ( Alberi ): nesta última edição, Ornella Vanoni foi agraciada como a primeira artista na história do Festival a receber o Prêmio pelo Conjunto da Obra. 
Não conheço outra cantora italiana
que cantou tão bem o Brasil, como
Ornella Vanoni em La voglia, la pazzia, l'incoscienza e l'allegriaOriginal {{{{{língua}}}}}: 
Non conosco altra cantante italiana
che ha cantato tanto bene il Brasile, come
Ornella Vanoni in La voglia, la pazzia, l'incoscienza e l'allegria— Toquinho, Milão, Teatro Nuovo, 1992

## Discografia
- 1961 - Ornella Vanoni
- 1963 - Le canzoni di Ornella Vanoni
- 1965 - Caldo
- 1966 - Ornella
- 1967 - Ornella Vanoni
- 1968 - Ai miei amici cantautori
- 1969 - Io sì - Ai miei amici cantautori vol.2
- 1970 - Appuntamento con Ornella Vanoni
- 1971 - Ah! L'amore l'amore, quante cose fa fare l'amore! (live)
- 1972 - Un gioco senza età
- 1972 - Hits (coletânea)
- 1972 - L'amore (coletânea)
- 1973 - Dettagli
- 1973 - Ornella Vanoni e altre storie
- 1974 - A un certo punto
- 1974 - La voglia di sognare
- 1974 - Quei giorni insieme a te (coletânea)
- 1975 - Uomo mio bambino mio
- 1976 - La voglia la pazzia l'incoscienza l'allegria
- 1976 - Amorie miei
- 1976 - Più
- 1976 - Más (em castelhano)
- 1977 - Album (em francês)
- 1977 - Io dentro
- 1977 - Io fuori
- 1978 - Vanoni
- 1979 - Oggi le canto così, vol.1
- 1980 - Oggi le canto così, vol.2
- 1980 - Ricetta di donna
- 1981 - Duemilatrecentouno parole
- 1982 - Licht und schatten (em alemão)
- 1982 - Oggi le canto così, vol.3
- 1982 - Oggi le canto così, vol.4
- 1983 - Uomini
- 1985 - Insieme - Ornella Vanoni e Gino Paoli (live)
- 1986 - Ornella &...
- 1987 - O
- 1989 - Il giro del mio mondo
- 1990 - Quante storie
- 1992 - Stella nascente
- 1993 - In più - 17 brani che vi ricanterei volentieri (coletânea)
- 1995 - Io sono come sono... (coletânea)
- 1995 - Sheherazade
- 1997 - Argilla
- 1999 - Adesso (live)
- 2001 - Ornella Vanoni Live@RTSI (live)
- 2001 - Un panino una birra e poi...
- 2001 - E poi...la tua bocca da baciare
- 2002 - Sogni proibiti
- 2003 - Noi, le donne noi
- 2004 - Ti ricordi? No non mi ricordo - Ornella Vanoni e Gino Paoli
- 2005 - VanoniPaoli Live - Ornella Vanoni e Gino Paoli (live)
- 2007 - Una bellissima ragazza
- 2008 - Più di me
- 2013 - Io me Fermo Qui

## Singles
- 1959 - Ma mi... / Le mantellate
- 1961 - Senza fine / Se qualcuno ti dirà
- 1961 - Cercami / Un grido
- 1963 - Che cosa c'è / La fidanzata del bersagliere
- 1964 - Tu sì 'na cosa grande / Ammore mio
- 1965 - Abbracciami forte / Non voglio più
- 1966 - Io ti darò di più / Splendore nell'erba
- 1967 - La musica è finita / Un uomo
- 1967 - Tristezza / Il mio posto qual è
- 1968 - Casa Bianca / Serafino
- 1969 - Una ragione di più / Quando arrivi tu
- 1970 - Eternità / Sto con lui
- 1970 - L'appuntamento / Uomo, uomo
- 1971 - Domani è un altro giorno / C'è qualcosa che non sai
- 1971 - Il tempo d'impazzire / Variante
- 1972 - Che barba amore mio / Il mio mondo d'amore
- 1973 - Dettagli / Pazza d'amore
- 1973 - Sto male / Superfluo
- 1974 - Stupidi / La gente e me
- 1974 - La voglia di sognare / Guardo, guardo e guardo
- 1975 - Uomo mio, bambino mio / Canta canta
- 1976 - Più / Dimmi almeno se
- 1977 - Domani no / Ti voglio
- 1980 - Innamorarsi / Il telefono
- 2008 - Solo un volo (com Eros Ramazzotti)

## Presença em Trilhas Sonoras
Ornella Vanoni teve duas canções incluídas em trilhas sonoras de novelas no Brasil. A primeira foi "Più", presente na trilha sonora internacional da novela "Locomotivas", exibida em 1977 pela TV Globo. Na trama de Cassiano Gabus Mendes, a canção foi tema da personagem "Fernanda" de Lucélia Santos. Em 1988 foi a vez de "Me In Tutto Il Mondo" entrar para a trilha sonora internacional da novela de Gilberto Braga, "Vale Tudo", como tema da personagem "Heleninha", de Renata Sorrah.

## Filmografia
- Romolo e Remo, dirigido por Sergio Corbucci (1961)
- Canzoni in bikini, dirigido por Giuseppe Vari (1963)
- Amori pericolosi, dirigido por Carlo Lizzani (1964)
- I ragazzi dell'Hully Gully, dirigido por Marcello Giannini (1964)
- Per un pugno di canzoni, dirigido por José Luis Merino (1966)
- Cabaret, dirigido por Ugo Rosselli (1969)
- I viaggiatori della sera, dirigido por Ugo Tognazzi (1979)
- Il cielo sotto la polvere, dirigido por Sergio Mascheroni (2008)
- Ma che bella sorpresa, dirigido por Alessandro Genovesi (2015)

## Honrarias
Ordem de Mérito de 2ª Classe - Grande oficial: — Roma, 2 de junho de 1993